# 基琴賽德冰川
67°46′S 47°36′E / 67.767°S 47.600°E
基琴賽德冰川是南極洲的冰川，位於恩德比地地區，長28公里、寬6至9公里，最終注入漢南冰架南部，該冰川以皇家澳洲空軍少校命名。